# Fomitopsis cajanderi
Fomitopsis cajanderi är en svampart som först beskrevs av Petter Adolf Karsten, och fick sitt nu gällande namn av Kotl. & Pouzar 1957. Fomitopsis cajanderi ingår i släktet Fomitopsis och familjen Fomitopsidaceae.   Inga underarter finns listade i Catalogue of Life.

## Källor

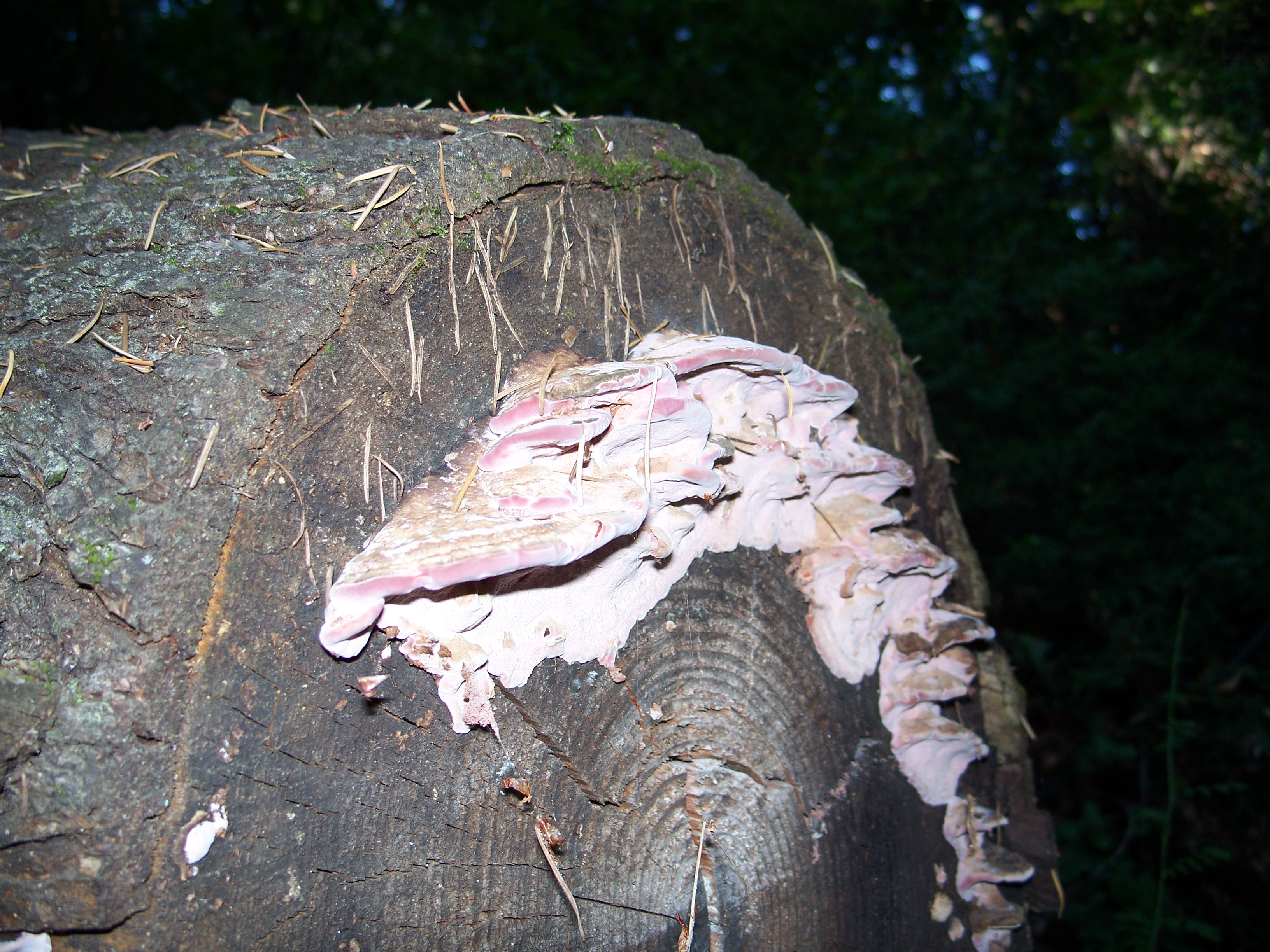
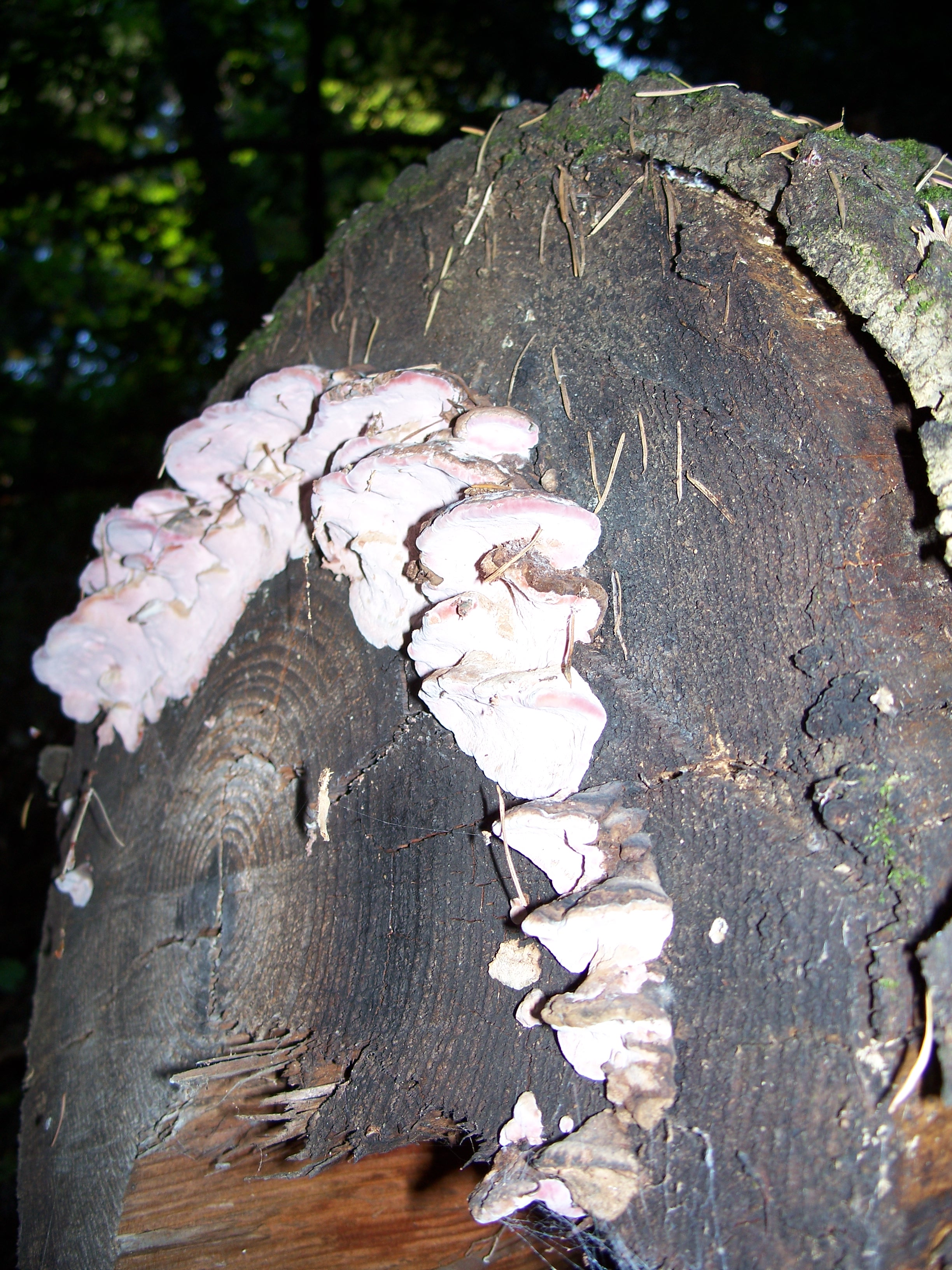
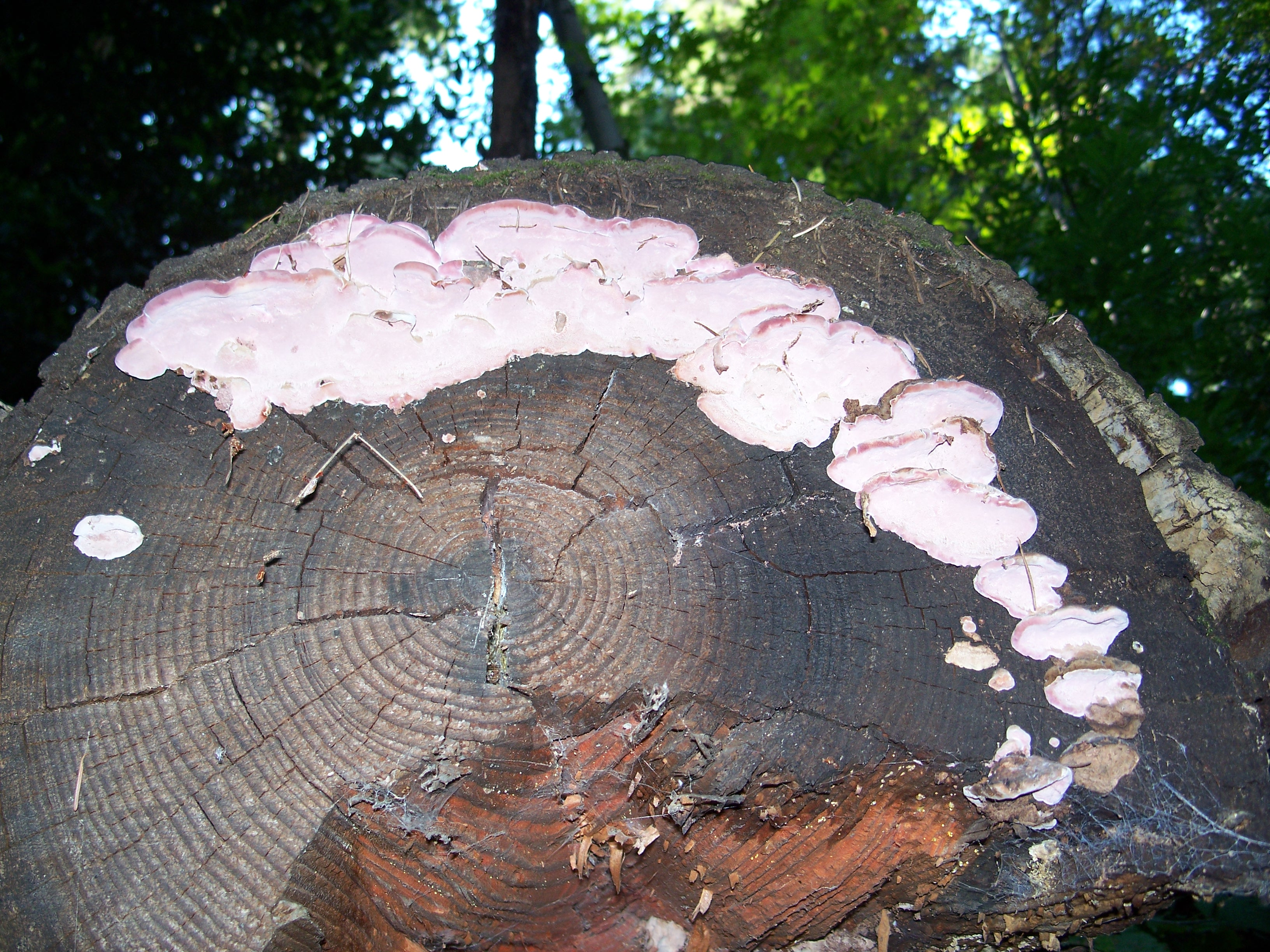